# Ratkovszky Ferenc
Ratkovszky Ferenc (Sopron, 1900. május 18. – Budapest, 1965. március 9.) Kossuth-díjas gépészmérnök, a Magyar Tudományos Akadémia rendes tagja.
A 20. század első évtizedeiben lezárult a nagy elektrotechnikai felfedezések korszaka. A fejlesztés elsősorban a teljesítmények, illetve a feszültségszintek növelésére, valamint a berendezések tökéletesítésére irányult. Bláthy Ottó Titusz környezetében ekkorra felnőtt egy új mérnökgeneráció. Közülük Ratkovszky Ferenc a transzformátorszerkesztés, és feszültségszabályozás, valamint a nagyvasúti villamos vontatás területén végzett kiemelkedő munkát, később az országos villamosenergia-rendszer kiépítésében alkotott maradandót.

## Életpályája
Gépészmérnöki képesítését a budapesti Műegyetemen szerezte 1922-ben. Felsőfokú tanulmányainak első két évében dolgozni is kényszerült, hogy atyja halála után a szükséges anyagiakat előteremtse. Már gimnáziumi tanulóként megismerkedett a Ganz gyárral, ahol a szünidőkben esztergályosként, illetve laboratóriumi gyakornokként dolgozott. Mérnöki működését is a Ganz Villamossági Rt.-nél kezdte, ahol rövidesen a próbaterem helyettes vezetője lett. 1924-ben már főmérnökként a transzformátorszerkesztési iroda vezetője. 29 éves korában – helyettes igazgatóként – az erőműveket és gyári berendezéseket tervező osztályok teljes tevékenységét irányította. Néhány év múlva már a gyár igazgatója. 1936-ban a József Nádor Műszaki és Gazdaságtudományi Egyetem magántanárává is kinevezték.

## A Ganzban
Számos szabadalmat alkotott. Az elsők között készült el a nagytranszformátorok – menetzárlat által okozott mágneses aszimmetrián alapuló – menetzárlat-védelmi rendszere. 1939-ben a segédáramkörökkel történő automatikus feszültségszabályozásra vonatkozó találmányát az MTA Berzeviczy Albert-díjjal jutalmazta.
Kandó Kálmán és Verebélÿ László után továbbfejlesztette az 50 Hz frekvenciájú, egyfázisú váltakozó árammal táplált vasútvillamosítási rendszert. A forgalmi viszonyok változása ugyanis nagyobb sebességű mozdonytípust igényelt. A magyar ipar – Ratkovszky elgondolása alapján – 1943-ban két kísérleti fázisváltós mozdonyt készített, amelyek a rudazathajtás kiküszöbölése érdekében tengelyenként rövidrezárt forgórészű indukciós vontatómotorokkal voltak felszerelve. A 144 tonnás, 125 km/óra végsebességű „Radony” mozdonyok sebességének szabályozása periódusváltással történt, a fázisváltótól független aszinkron frekvenciaátalakító segítségével. A mozdonyok ugyan a második világháború áldozatául estek, de a rövid kísérleti üzem igazolta az elgondolás helyességét. Ennek alapján a Ganz Villamossági Rt. és a Magyar Királyi Állami Vas-, Acél- és Gépgyárak az 1940-es évek végén új mozdonytípust fejlesztett ki. A Ratkovszky Ferenc és Mándi Andor által tervezett úgynevezett Ganz-Kandó rendszerű fázis- és periódusváltós mozdonyban (MÁV V55 sorozat) a periódusváltó a Kandó-féle fázisváltóval összeépített háromfázisú csúszógyűrűs indukciós gép volt.

## Az országos villamosenergia-rendszer
1941. január 29-én a főváros vezetése vezérigazgatóként megbízta a Budapest Főváros Elektromos Művei vezetésével. A főváros áramellátása teljes mértékben a Kelenföldi Erőműtől függött. A biztosabb ellátás érdekében elkezdődött a Mátra térségében egy új erőmű építése 132 MW összteljesítményre. A termelt villamos energiát 100 kV feszültségű kettős rendszerű távvezeték juttatta a fővárosba. A beruházással egyidőben Budán is épült egy új transzformátorállomás, ahol a Bánhidai Erőműből érkező energiát fogadták. A Duna alatt egy járható alagút épült az energia Pestre történő továbbítására. A tervezett létesítmények jelentős része elkészült, még az új Mátrai erőmű építése is majdnem befejeződött, de üzembe helyezését a háború megakadályozta, a berendezéseket később szovjet hadisarcként elszállították.
A háborús viszonyok között Ratkovszky mindhárom fővárosi közüzem: a villamos-, gáz- és vízművek vezetését is ellátta. A nagy világégés után a villamosenergia-szolgáltatás újjászervezése és korszerűsítése is az ő nevéhez fűződik. A budapesti ideiglenes áramellátás már 1945. novemberében megindult.
Hosszabb távra előregondolva a Bánhidai, Mátrai, Kelenföldi erőművek együttműködésének megvalósítására a pesti oldal külső peremén egy 100 kV-os vezetékrendszer épült.
1965. március 9-én, Budapesten hunyt el. Végső nyughelye a Farkasréti temetőben van.

## Elismerése
- 1951 MTA levelező tagja
- 1953 Kossuth-díj
- 1954 MTA rendes tagja
- 1960 OMFB tanácsadója